# Acanthonidae
Die Acanthonidae sind eine artenarme Fischfamilie aus der Ordnung der Eingeweidefischartigen (Ophidiiformes). Die Familie wurde erst Mitte 2024 neu etabliert und besteht aus zwei oder drei Arten, die vorher zur Familie der Bartmännchen (Ophidiidae) gehörten. Die Arten der Acanthonidae leben in tropischen und subtropischen Regionen aller Weltmeere in Tiefen von 985 bis 4415 Metern.

## Merkmale
Die Arten der Acanthonidae haben einen kräftigen, seitlich stark abgeflachter Körper, der zur kleinen Schwanzflosse hin spitz zuläuft und einen hohen und breiten Kopf. Merkmale durch die sich die Acanthonidae von den anderen Familien der Unterordnung Ophidioidei unterscheiden sind zwei lange Stacheln auf jeder Kopfseite, einer am Kiemendeckel und der andere am Präoperkulum, ein schmaler Kiemendeckel, ein Band, das die Artikulation des Kiemendeckels bedeckt, die Okklusion zwischen den Gaumenzähnen und den Zähnen im Unterkiefer und die Artikulation zwischen Quadratum, Kiemendeckel und Präoperkulum.

## Arten
Zur Familie Acanthonidae gehören zwei oder drei Arten, die jeweils einer monotypischen Gattung angehören:
- Acanthonus armatus Günther, 1878
- Xyelacyba myersi Cohen, 1961

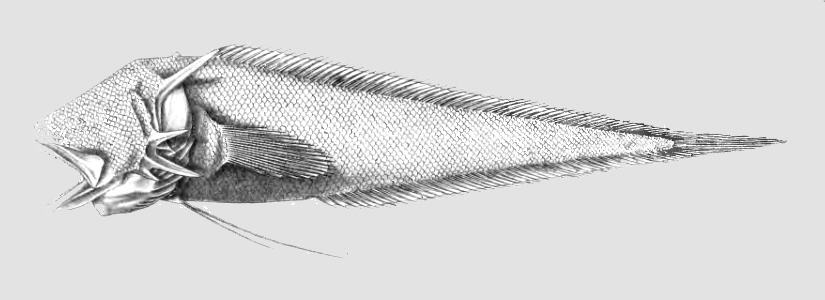
Tauredophidium hextii, Zeichnung aus der Erstbeschreibung der Art durch Alcock, 1890

Möglicherweise gehört auch die extrem seltene Art Tauredophidium hextii zu den Acanthonidae. Sie wurde bis jetzt erst drei Mal gefangen, bei Madagaskar und Neukaledonien, und ähnelt morphologisch den Gattungen Acanthonus und Xyelacyba. Sie ist jedoch blind und ihre Bauchflossen sind weiter hinten angeordnet, hinter dem hinteren Rand der Maxillare. Bei der molekularbiologischen Untersuchung, die zur Einführung der Familie Acanthonidae führte, wurden keine DNA von Tauredophidium untersucht.

## Systematik
Die Familie Acanthonidae wurde im Juli 2024 durch zwei Wissenschaftler vom Ozeanografischen Institut der Nationaluniversität Taiwan neu eingeführt. Sie besteht aus zwei oder drei Arten, die zuvor zu den Bartmännchen (Ophidiidae) gehörten. Die Einführung einer neuen Familie war nötig, da die Bartmännchen in ihrer alten Zusammensetzung nicht monophyletisch waren. Die Schwestergruppe der Acanthonidae ist die Gattung Brotula, die jetzt eine eigenständige Familie bildet (Brotulidae) und zuvor als Unterfamilie (Brotulinae) ebenfalls in die Familie der Bartmännchen gestellt wurde.
Das folgende Kladogramm zeigt die systematische Stellung der Acanthonidae in der Ordnung der Eingeweidefischartigen (Ophidiiformes):
|  | Lebendgebärende Brotulas (Bythitidae) |
|  |                                       |
|  | Dinematichthyidae                     |
|  |                                       |

|  | Acanthonidae |
|  |              |
|  | Brotulidae   |
|  |              |

|  | Bartmännchen (Ophidiidae)    |
|  |                              |
|  | Eingeweidefische (Carapidae) |
|  |                              |

|  | Acanthonidae |
|  |              |
|  | Brotulidae   |
|  |              |

|  | Bartmännchen (Ophidiidae)    |
|  |                              |
|  | Eingeweidefische (Carapidae) |
|  |                              |

|  | Lebendgebärende Brotulas (Bythitidae) |
|  |                                       |
|  | Dinematichthyidae                     |
|  |                                       |

|  | Acanthonidae |
|  |              |
|  | Brotulidae   |
|  |              |

|  | Bartmännchen (Ophidiidae)    |
|  |                              |
|  | Eingeweidefische (Carapidae) |
|  |                              |

|  | Acanthonidae |
|  |              |
|  | Brotulidae   |
|  |              |

|  | Bartmännchen (Ophidiidae)    |
|  |                              |
|  | Eingeweidefische (Carapidae) |
|  |                              |